# بیت زرا
بیت زرا (به لاتین: Beit Zera) یک منطقهٔ مسکونی در اسرائیل است که در ایمک هایاردن واقع شده‌است.